# Морган (Джорджія)
Морган (англ. Morgan) — місто (англ. city) в США, в окрузі Калгун штату Джорджія. Населення — 1741 особа (2020).

## Географія
Морган розташований за координатами 31°32′17″ пн. ш. 84°36′12″ зх. д. / 31.53806° пн. ш. 84.60333° зх. д. (31.538097, -84.603238).  За даними Бюро перепису населення США в 2010 році місто мало площу 3,39 км², уся площа — суходіл.

## Демографія
Згідно з переписом 2010 року, у місті мешкало 240 осіб у 95 домогосподарствах у складі 58 родин. Густота населення становила 71 особа/км².  Було 141 помешкання (42/км²).
Расовий склад населення:
| - 47,9 % — чорних або афроамериканців - 47,1 % — білих - 0,8 % — азіатів |

До двох чи більше рас належало 4,2 %. Частка іспаномовних становила 2,5 % від усіх жителів.
За віковим діапазоном населення розподілялося таким чином: 12,1 % — особи молодші 18 років, 67,5 % — особи у віці 18—64 років, 20,4 % — особи у віці 65 років та старші. Медіана віку мешканця становила 46,5 року. На 100 осіб жіночої статі у місті припадало 116,2 чоловіків;  на 100 жінок у віці від 18 років та старших — 115,3 чоловіків також старших 18 років.
Середній дохід на одне домашнє господарство  становив 41 023 долари США (медіана — 33 889), а середній дохід на одну сім'ю — 49 331 долар (медіана — 34 167). Медіана доходів становила 29 231 долар для чоловіків та 17 773 долари для жінок. За межею бідності перебувало 58,7 % осіб, у тому числі 64,7 % дітей у віці до 18 років та 22,5 % осіб у віці 65 років та старших.
Цивільне працевлаштоване населення становило 742 особи. Основні галузі зайнятості: сільське господарство, лісництво, риболовля — 27,6 %, мистецтво, розваги та відпочинок — 26,5 %, роздрібна торгівля — 15,0 %, виробництво — 10,0 %.